# Luisa Capetillo
Luisa Capetillo, född 28 oktober 1880 i Arecibo, död 10 april 1922 i San Juan, var en puertoricansk journalist, författare och feminist.
Capetillo, som redan under flickåren blev fabriksarbetare, var en av de första som kritiserande USA:s utnyttjande av Puerto Ricos arbetskraft och blev reporter för arbetartidningen Workers' Union. År 1910 startade hon den feministiska tidskriften La Mujer och skapade lokal uppståndelse genom att använda byxor. Hon skrev boken My Opinion on the Liberties, Rights and Obligations of the Puerto Rican Woman (1911).